# Редькин, Марк Степанович
Марк Степанович Ре́дькин (1908, Астрахань — 1987, Москва) — советский фотожурналист, корреспондент Фотохроники ТАСС и газеты «Фронтовая иллюстрация» и других изданий в 1920—1930-х годах, военный фотокорреспондент на полях боевых действий в Великую Отечественную войну. Член Союза журналистов СССР. Заслуженный работник культуры РСФСР.

## Биография
Марк Степанович Редькин родился в 1908 году в старейшем экономическом и культурном центре Нижнего Поволжья и Прикаспия городе Астрахани в семье профессионального моряка Степана Назаровича Редькина, что во многом предопределило его судьбу, в которой прочное место заняла водная стихия. С ранних лет ходил с отцом заниматься рыбным промыслом на Каспийское море.
Вечерами в родительском доме собирались потомственные рыбаки, среди которых два брата отца вели разговоры о Волге и море, что сформировало романтическое мировоззрение Редькина.
В первые годы индустриализации Марк поступил на судоремонтный завод электросварщиком. Отец подарил сыну фотоаппарат «Фохтлендер», с помощью которого Редькин сделал свой первый снимок через крупный план гребного винта рабочих, ремонтирующих буксир, и отнес его в городскую газету «Коммунист» художнику отдела иллюстраций С. А. Рябикову. На следующий день снимок появился в газете на первой полосе.
В это же время познакомился с А. С. Шайхетом, который научил его навыку делать съемку против солнца, это знакомство переросло в длительную дружбу.
Большое влияние на Редькина оказала Астраханская картинная галерея, в которой он изучал творчество Г. Г. Нисского, у которого заимствовал масштабность эпического пейзажа, и Я. Д. Ромаса.
В 1929-м заводским комитетом комсомола был послан учиться в Ленинградский фототехникум, который окончил в 1932 году. Не оставляя фотожурналистику, работал сварщиком на Канонерском заводе в Ленинградском порту на реконструкции судна «Алеут», на котором он позже ушёл в кругосветный океанский рейс для китового промысла через Атлантику на Кубу, Ямайку, Коста-Рику через Гавайские острова к Японии и Владивостоку. Это путешествие отразилось в иллюстрациях к книге профессора Б. А. Зенковича «Вокруг света за китами».
После возвращения на родину в 1933 году Редькин был призван на военную службу в Морфлот в Ленинградский приграничный отряд, где стал корреспондентом-летописцем своей части, сделанные там снимки стали его визитной карточкой для получения приглашения на работу в газету «Красная звезда». В этот период он увлёкся фотоокнами, считая их лучшим выражением репортажа. Работая в газете, Редькин участвовал в походах военных судов, плавал на крейсерах, миноносцах, линкорах, одновременно снимал общевойсковые учения, парады, маневры; летал на военных самолетах и аэростатах, делал мемуарные снимки известных персон: К. Е. Ворошилова, А. А. Жданова, Н. Г. Кузнецова.
Во время службы в «Красной звезде» ходил походом на парусном судне «Вега», где снимал в работе экипаж, состоявший из учащихся мореходки, позже ходил на промысловых судах Минрыбхоза в Баренцевом море, откуда привёз снимки «Встреча в тумане» (чайки, снятые сквозь морскую дымку, снимок был награжден золотой медалью на выставке маринистов в Бордо) и «Шторм» (серебряная медаль на выставке в Буэнос-Айресе). На Балтфлоте фотографировал известного кока Николая Трушкина, ставшего одним из прообразов Василия Теркина; общался с авиаторами, снимал М. М. Громова, А. Б. Юмашева, С. А. Данилина.
В середине тридцатых Редькин перешёл в Фотохронику ТАСС. В эти годы общался с полярниками-первопроходцами профессором В. Ю. Визе, «ледовым капитаном» В. И. Ворониным. Снимал на Ленинградской верфи строительство ледоколов, на одном из которых («Сталин», позже переименован в «Сибирь») ходил за снимками в испытательный рейс.
Известен как фотограф первых минут Великой Отечественной войны (в ночь на 22 июня 1941 года находился на рыбалке в пограничных частях под Ленинградом и сделал первые снимки после нападения). Съемки войны закончил в ее последние минуты легендарным снимком «Подписание Акта о безоговорочной капитуляции фашистской Германии».
Как корреспондент ТАСС и журнала «Фронтовая иллюстрация» фотографировал попавших в первые дни войны в плен фашистов, первых награжденных в войну Героев Советского Союза, выступления фронтовых бригад, освобожденные города Краснодар, Донецк, Брянск, Керчь, Одессу, Севастополь, поселки и деревни во время боев и перекуров, во время которых делал свою самую любимую работу «Возвращение в родной дом», в которой акцентирует внимание на выражении лица старой женщины, переступающей с иконой оскверненный врагом порог ее дома. Принимал участие на съемках освобождения Освенцима в сюжетах военного репортажа «Рассказы о пережитом».
Вскоре после окончания войны с Германией «Фронтовая иллюстрация» отправила Марка Редькина на Дальневосточный фронт, где он запечатлел «День командующего» в кабинете генерала А. П. Белобородова и сделал несколько снимков пленных японских генералов из командования Квантунской армии.
Во время войны был тяжело ранен, получил 14 правительственных наград.
В 1946 году Редькин отправился на небольшом колесном пароходике «Пропагандист» по Волге из Москвы в Астрахань. После демобилизации поступил на работу в крупнейший печатный орган — журнал «Советский Союз», который выходил на нескольких языках, и поступал во многие страны, что позволило Редькину расширить сферу деятельности. Он ходил на траулерах на рыбный промысел в Баренцево море, ездил по сибирским колхозам на Оби, Енисее и Лене. В это время вышли его известные работы «Встреча в Саянах», «След найден», «Крылатая застава», где показывал приметы деятельности человека на целине, опубликовал несколько сотен снимков полярной ночи. В рамках работы в журнале спускался в подводном колоколе на дно Черного моря.
Через несколько лет вернулся на работу в ТАСС, где трудился с ихтиологами, мелиораторами, лесоводами над популяризацией родного края в альбоме «Дельта Волги». Позже по заданию ТАСС снял первый арктический поход ледокола «Ленин» и его встречу с ледоколом «Ермак». После этой экспедиции попал на подводную лодку «Северянка», переоборудованную в плавучую ихтиологическую лабораторию, где делал снимки для научных работ. Далее последовали Киргизия с «Декадой русской музыки» и «Концертом в горах»; путешествие в Якутию на добычу алмазов и в Бурятию в Баргузинский государственный биосферный заповедник. Далее — поездки в Гану, на Памир, делались фотографии видов Ленинграда с вертолета, конкурсные фото ленинградских врачей за работой. По заданию газеты «Правда» вместе с Ч. Т. Айтматовым Редькин был на стройке газопровода Газли — Урал, в Тюмени на «Большую нефть» к геологу Ю. Г. Эрвье на фонтане нефтяных скважин («Нефть пошла»).
В семидесятых присутствовал на общевойсковых маневрах Советской Армии «Днепр». Фотографии с этих маневров «На учениях», «Днепр», «Вперед» отмечены конкурсными наградами.
К XXII Олимпийским играм в Москве издал серию праздничных открыток.
Получал уроки мастерства у Я. Н. Халипа, Г. Г. Петрусова, М. В. Альперта. Являлся членом Союза журналистов СССР, за успехи в творчестве был удостоен почетного звания Заслуженный работник культуры РСФСР.
Марк Редькин скончался в Москве в 1987 году, захоронен в колумбарии на Донском кладбище.
Двоюродный брат — композитор-песенник Валентин Макаров.

## Награды и звания
- Орден Красной Звезды
- Орден Отечественной войны II степени (1985)[4]
- Медаль «За победу над Германией в Великой Отечественной войне 1941—1945 гг.»
- Заслуженный работник культуры РСФСР (1968)[5].

## Публикации
- Редькин Марк Степанович. Избранные фотографии : Альбом / Авт. текста Заборский М. А. — Москва : Планета, 1978.

### Статьи
- Марк Редькин. Первый мирный кадр // Советское фото : журнал. — 1987. — Декабрь. — С. 36.

## Выставки
- 1959—1966 — Всесоюзная выставка художественной фотографии «Семилетка в действии», «Наша молодость»
- 1964 — World Press Photo-64
- 1969 — «ТАСС ФОТО-69»
- 1970—1976 — Ежегодная зарубежная выставка «СССР: страна и люди в художественных фотографиях»[6]
- 1978 — Персональная выставка, посвящённая 70-летию (Астрахань)[7]
- Международные фотосалоны маринистов во Франции, ГДР, Югославии, Бразилии
- Международные выставки в ГДР, Чехословакии, Италии, Англии[6]